# Temporada 1987-88 de la NBA
La temporada 1987-88 de la NBA fue la cuadragésimo segunda en la historia de la liga. La temporada finalizó con Los Angeles Lakers como campeones tras ganar a Detroit Pistons por 4-3.

## Aspectos destacados
- El All-Star Game de la NBA de 1988 se disputó en el Chicago Stadium de Chicago, con victoria del Este sobre el Oeste por 138-133. Michael Jordan, de los locales Chicago Bulls, fue la estrella del fin de semana, ganando el premio al MVP del partido y el concurso de mates.
- Fue la primera vez que un equipo repite como campeón desde los Celtics de la temporada 1968-69.
- Michael Jordan se convirtió en el único jugador de la historia de la NBA en ganar el título al máximo anotador de la temporada y el premio al Mejor Jugador Defensivo. También es el único jugador en combinar esos premios con el MVP de la Temporada.
- James Worthy logró el primer triple doble en un séptimo partido de las Finales con 36 puntos, 11 rebotes y 10 asistencias.
- La liga aceptó la entrada de franquicias en Charlotte, Miami, Minneapolis y Orlando. Charlotte Hornets y Miami Heat debutarían en la temporada 1988-89 de la NBA, mientras que Minnesota Timberwolves y Orlando Magic lo harían en la 1989-90.
- Con la excepción de un barrido en primera ronda frente a San Antonio, Los Angeles Lakers jugaron series de siete partidos durante el resto de playoffs. En el camino dejaron fuera a Utah Jazz en Semifinales, a Dallas Mavericks en las Finales de Conferencia, y a Detroit Pistons en las Finales de la NBA.

## Clasificaciones

### Conferencia Este
| Equipo             | V  | D  | %V   | P  |
| ------------------ | -- | -- | ---- | -- |
| Boston Celtics     | 57 | 25 | .695 | -  |
| New York Knicks    | 38 | 44 | .463 | 19 |
| Washington Bullets | 38 | 44 | .463 | 19 |
| Philadelphia 76ers | 36 | 46 | .439 | 21 |
| New Jersey Nets    | 19 | 63 | .232 | 38 |

| Equipo              | V  | D  | %V   | P  |
| ------------------- | -- | -- | ---- | -- |
| Detroit Pistons     | 54 | 28 | .659 | -  |
| Atlanta Hawks       | 50 | 32 | .610 | 4  |
| Chicago Bulls       | 50 | 32 | .610 | 4  |
| Cleveland Cavaliers | 42 | 40 | .512 | 12 |
| Milwaukee Bucks     | 42 | 40 | .512 | 12 |
| Indiana Pacers      | 38 | 44 | .463 | 16 |

### Conferencia Oeste
| Equipo            | V  | D  | %V   | P  |
| ----------------- | -- | -- | ---- | -- |
| Denver Nuggets    | 54 | 28 | .659 | -  |
| Dallas Mavericks  | 53 | 29 | .646 | 1  |
| Utah Jazz         | 47 | 35 | .573 | 7  |
| Houston Rockets   | 46 | 36 | .561 | 8  |
| San Antonio Spurs | 31 | 51 | .378 | 23 |
| Sacramento Kings  | 24 | 58 | .293 | 30 |

| Equipo                 | V  | D  | %V   | P  |
| ---------------------- | -- | -- | ---- | -- |
| Los Angeles Lakers C   | 62 | 20 | .756 | -  |
| Portland Trail Blazers | 53 | 29 | .646 | 9  |
| Seattle SuperSonics    | 44 | 38 | .537 | 18 |
| Phoenix Suns           | 28 | 54 | .341 | 34 |
| Golden State Warriors  | 20 | 62 | .244 | 42 |
| Los Angeles Clippers   | 17 | 65 | .207 | 45 |

* V: Victorias
* D: Derrotas
* %V: Porcentaje de victorias
* P: Partidos de diferencia respecto a la primera posición
* C: Campeón

## Playoffs
|  | Primera Ronda     | Primera Ronda | Primera Ronda |   |          | Semifinales de Conferencia | Semifinales de Conferencia | Semifinales de Conferencia |  |   | Finales de Conferencia | Finales de Conferencia | Finales de Conferencia |  |    | Finales NBA | Finales NBA | Finales NBA |
|  |                   |               |               |   |          |                            |                            |                            |  |   |                        |                        |                        |  |    |             |             |             |
|  | 1                 | L.A. Lakers   | 3             |   |          |                            |                            |                            |  |   |                        |                        |                        |  |    |             |             |             |
|  | 8                 | San Antonio   | 0             |   |          |                            |                            |                            |  |   |                        |                        |                        |  |    |             |             |             |
|  | 8                 | San Antonio   | 0             |   | 1        | L.A. Lakers                | 4                          |                            |  |   |                        |                        |                        |  |    |             |             |             |
|  |                   |               |               |   | 1        | L.A. Lakers                | 4                          |                            |  |   |                        |                        |                        |  |    |             |             |             |
|  |                   | 5             | Utah          | 3 |          |                            |                            |                            |  |   |                        |                        |                        |  |    |             |             |             |
|  | 4                 | 5             | Utah          | 3 | Portland | 1                          |                            |                            |  |   |                        |                        |                        |  |    |             |             |             |
|  | 4                 |               |               |   | Portland | 1                          |                            |                            |  |   |                        |                        |                        |  |    |             |             |             |
|  | 5                 | Utah          | 3             |   |          |                            |                            |                            |  |   |                        |                        |                        |  |    |             |             |             |
|  | 5                 | Utah          | 3             |   |          |                            |                            |                            |  | 1 | L.A. Lakers            | 4                      |                        |  |    |             |             |             |
|  | Conferencia Oeste |               |               |   |          |                            |                            |                            |  | 1 | L.A. Lakers            | 4                      |                        |  |    |             |             |             |
|  |                   | 3             | Dallas        | 3 |          |                            |                            |                            |  |   |                        |                        |                        |  |    |             |             |             |
|  | 3                 | 3             | Dallas        | 3 | Dallas   | 3                          |                            |                            |  |   |                        |                        |                        |  |    |             |             |             |
|  | 3                 |               |               |   | Dallas   | 3                          |                            |                            |  |   |                        |                        |                        |  |    |             |             |             |
|  | 6                 | Houston       | 1             |   |          |                            |                            |                            |  |   |                        |                        |                        |  |    |             |             |             |
|  | 6                 | Houston       | 1             |   | 2        | Denver                     | 2                          |                            |  |   |                        |                        |                        |  |    |             |             |             |
|  |                   |               |               |   | 2        | Denver                     | 2                          |                            |  |   |                        |                        |                        |  |    |             |             |             |
|  |                   | 3             | Dallas        | 4 |          |                            |                            |                            |  |   |                        |                        |                        |  |    |             |             |             |
|  | 2                 | 3             | Dallas        | 4 | Denver   | 3                          |                            |                            |  |   |                        |                        |                        |  |    |             |             |             |
|  | 2                 |               |               |   | Denver   | 3                          |                            |                            |  |   |                        |                        |                        |  |    |             |             |             |
|  | 7                 | Seattle       | 2             |   |          |                            |                            |                            |  |   |                        |                        |                        |  |    |             |             |             |
|  | 7                 | Seattle       | 2             |   |          |                            |                            |                            |  |   |                        |                        |                        |  | O1 | L.A. Lakers | 4           |             |
|  |                   |               |               |   |          |                            |                            |                            |  |   |                        |                        |                        |  | O1 | L.A. Lakers | 4           |             |
|  |                   | E2            | Detroit       | 3 |          |                            |                            |                            |  |   |                        |                        |                        |  |    |             |             |             |
|  | 1                 | E2            | Detroit       | 3 | Boston   | 3                          |                            |                            |  |   |                        |                        |                        |  |    |             |             |             |
|  | 1                 |               |               |   | Boston   | 3                          |                            |                            |  |   |                        |                        |                        |  |    |             |             |             |
|  | 8                 | New York      | 1             |   |          |                            |                            |                            |  |   |                        |                        |                        |  |    |             |             |             |
|  | 8                 | New York      | 1             |   | 1        | Boston                     | 4                          |                            |  |   |                        |                        |                        |  |    |             |             |             |
|  |                   |               |               |   | 1        | Boston                     | 4                          |                            |  |   |                        |                        |                        |  |    |             |             |             |
|  |                   | 4             | Atlanta       | 3 |          |                            |                            |                            |  |   |                        |                        |                        |  |    |             |             |             |
|  | 4                 | 4             | Atlanta       | 3 | Atlanta  | 3                          |                            |                            |  |   |                        |                        |                        |  |    |             |             |             |
|  | 4                 |               |               |   | Atlanta  | 3                          |                            |                            |  |   |                        |                        |                        |  |    |             |             |             |
|  | 5                 | Milwaukee     | 2             |   |          |                            |                            |                            |  |   |                        |                        |                        |  |    |             |             |             |
|  | 5                 | Milwaukee     | 2             |   |          |                            |                            |                            |  | 1 | Boston                 | 2                      |                        |  |    |             |             |             |
|  | Conferencia Este  |               |               |   |          |                            |                            |                            |  | 1 | Boston                 | 2                      |                        |  |    |             |             |             |
|  |                   | 2             | Detroit       | 4 |          |                            |                            |                            |  |   |                        |                        |                        |  |    |             |             |             |
|  | 3                 | 2             | Detroit       | 4 | Chicago  | 3                          |                            |                            |  |   |                        |                        |                        |  |    |             |             |             |
|  | 3                 |               |               |   | Chicago  | 3                          |                            |                            |  |   |                        |                        |                        |  |    |             |             |             |
|  | 6                 | Cleveland     | 2             |   |          |                            |                            |                            |  |   |                        |                        |                        |  |    |             |             |             |
|  | 6                 | Cleveland     | 2             |   | 3        | Chicago                    | 1                          |                            |  |   |                        |                        |                        |  |    |             |             |             |
|  |                   |               |               |   | 3        | Chicago                    | 1                          |                            |  |   |                        |                        |                        |  |    |             |             |             |
|  |                   | 2             | Detroit       | 4 |          |                            |                            |                            |  |   |                        |                        |                        |  |    |             |             |             |
|  | 2                 | 2             | Detroit       | 4 | Detroit  | 3                          |                            |                            |  |   |                        |                        |                        |  |    |             |             |             |
|  | 2                 |               |               |   | Detroit  | 3                          |                            |                            |  |   |                        |                        |                        |  |    |             |             |             |
|  | 7                 | Washington    | 2             |   |          |                            |                            |                            |  |   |                        |                        |                        |  |    |             |             |             |

## Estadísticas
| Categoría                    | Jugador        | Equipo               | Estadísticas |
| ---------------------------- | -------------- | -------------------- | ------------ |
| Puntos por partido           | Michael Jordan | Chicago Bulls        | 35.0         |
| Rebotes por partido          | Michael Cage   | Los Angeles Clippers | 13.03        |
| Asistencias por partido      | John Stockton  | Utah Jazz            | 13.8         |
| Robos por partido            | Michael Jordan | Chicago Bulls        | 3.2          |
| Tapones por partido          | Mark Eaton     | Utah Jazz            | 3.8          |
| Porcentaje de tiros de campo | Kevin McHale   | Boston Celtics       | 60.4         |
| Porcentaje de tiros libres   | Jack Sikma     | Milwaukee Bucks      | 92.2         |
| Porcentaje de tiros de tres  | Craig Hodges   | Phoenix Suns         | 49.2         |

## Premios
- MVP de la Temporada
  -  Michael Jordan (Chicago Bulls)
- Rookie del Año
  -  Mark Jackson (New York Knicks)
- Mejor Defensor
  -  Michael Jordan (Chicago Bulls)
- Mejor Sexto Hombre
  -  Roy Tarpley (Dallas Mavericks)
- Jugador Más Mejorado
  -  Kevin Duckworth (Portland Trail Blazers)
- Entrenador del Año
  -  Doug Moe (Denver Nuggets)

| - Primer Quinteto de la Temporada - A - Larry Bird, Boston Celtics - A - Charles Barkley, Philadelphia 76ers - P - Hakeem Olajuwon, Houston Rockets - B - Michael Jordan, Chicago Bulls - B - Magic Johnson, Los Angeles Lakers | - 2.º Mejor Quinteto de la Temporada - Karl Malone, Utah Jazz - Dominique Wilkins, Atlanta Hawks - Patrick Ewing, New York Knicks - Clyde Drexler, Portland Trail Blazers - John Stockton, Utah Jazz |

| - Primer Quinteto Defensivo - Kevin McHale, Boston Celtics - Michael Cooper, Los Angeles Lakers - Hakeem Olajuwon, Houston Rockets - Rodney McCray, Houston Rockets - Michael Jordan, Chicago Bulls | - 2.º Mejor Quinteto Defensivo - Buck Williams, New Jersey Nets - Karl Malone, Utah Jazz - Mark Eaton, Utah Jazz (empate) - Patrick Ewing, New York Knicks (empate) - Alvin Robertson, San Antonio Spurs - Lafayette Lever, Denver Nuggets |

- Mejor Quinteto de Rookies
  - Derrick McKey, Seattle SuperSonics
  - Cadillac Anderson, San Antonio Spurs
  - Mark Jackson, New York Knicks
  - Kenny Smith, Sacramento Kings
  - Armen Gilliam, Phoenix Suns